# Sonate pour cor, trompette et trombone
La sonate pour cor, trompette et trombone de Francis Poulenc est une œuvre de musique de chambre composée en 1922. Sa durée totale d'exécution est d'environ 8 minutes et 30 secondes.

## Genèse
La sonate est la troisième œuvre de musique de chambre du compositeur après la Sonate pour deux clarinettes et la Sonate pour piano à quatre mains. Elle est écrite entre août et octobre 1922 en même temps que la Sonate pour clarinette et basson et est créée au Théâtre des Champs-Élysées à Paris le 4 janvier 1923 lors d'un concert Satie-Poulenc organisée par Jean Wiener.

## Réception et postérité
Dès sa création, les critiques sont bonnes, notamment celles de Charles Koechlin que rapporte Poulenc dans une de ces lettres. Il précise que son maître a beaucoup aimé ses « fourbis, qu'il a trouvé très bien écrits. C'est là l'essentiel ». Quant au biographe Henri Hell, il trouve que les deux pièces écrites la même année sont « acides et tendres, bien écrites pour les instruments à vent, elles ont toute la qualité de la sonate pour deux clarinettes, contemporaines des Mouvements perpétuels ».

## Style
Son caractère la rapproche d'une musique de foire, conforme au Groupe des six.

## Structure et analyse

### Structure
Comme la plupart des pièces de musique de chambre du compositeur, à l'exception de la sonate pour violoncelle et piano, la sonate pour cor, trompette et trombone comporte trois mouvements brefs : 
1. Allegro moderato
2. Andante
3. Rondeau

## Discographie sélective
- Ab Koster (cor), Frédéric Mellardi (trompette), Nicolas Vallade (trombone) : Francis Poulenc - Intégrale Musique de chambre - RCA Red Seal

### Autres références
1. 1 2  Pochette du disque Francis Poulenc - Intégrale Musique de chambre - RCA Red Seal, p. 5